# Igreja de Nossa Senhora da Graça (Porto Formoso)

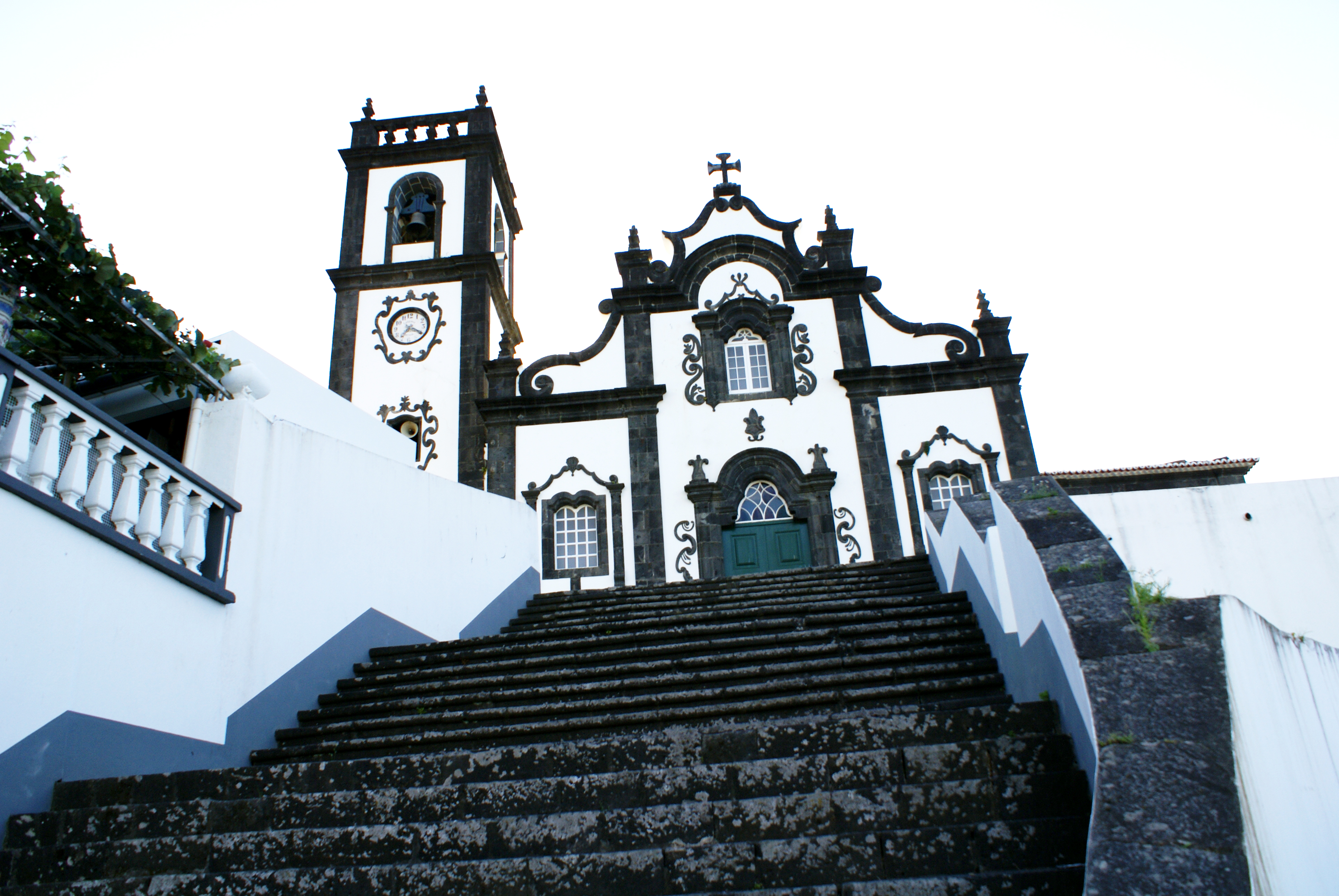
Igreja Nossa Senhora da Graça, Porto Formoso

A Igreja de Nossa Senhora da Graça (Porto Formoso) é um templo cristão português localizado na freguesia do Porto Formoso, concelho da Ribeira Grande na ilha açoriana de São Miguel.
Este templo localizado ao fundo de uma elevada escadaria, encontra-se altaneiro sobre o casario da freguesia destacando entre o mesmo. Apresenta bom trabalho em cantaria elaborado em pedra de basalto de cor escura.
Este templo é dotado de uma torre sineira.